# Porcellio magnificus
Porcellio magnificus är en kräftdjursart som beskrevs av Dollfus1892. Porcellio magnificus ingår i släktet Porcellio och familjen Porcellionidae. Inga underarter finns listade i Catalogue of Life.